# Steve Mullings

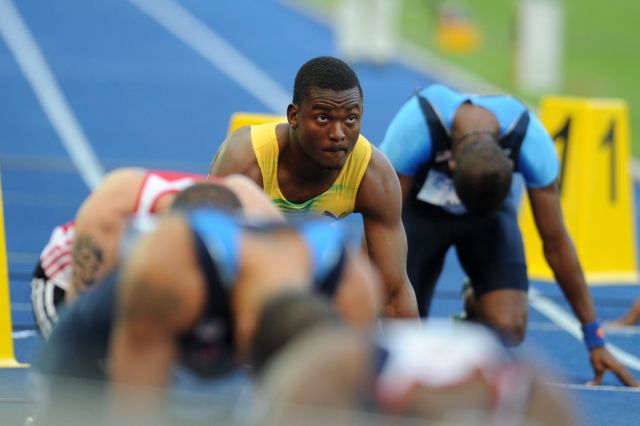
Steve mullings em uma corrida em 2009, Berlim

Steve Mullings (nascido em 28 de Novembro de 1982) foi um velocista especializado nos 100 e 200 metros rasos.
Mullings começou sua carreira internacional de atletismo ganhando a medalha de bronze nos 100 m no Campeonato júnior Pan-Americano. No campeonato nacional de 2004, estabeleceu novos recordes de 10,04 e 20,22 nas corridas, e terminou como o campeão nacional de 200 m. Este resultado lhe valeu a qualificação para os Jogos Olímpicos de 2004, mas foi retirado da competição após a sua amostra do campeonato nacional ter dado positivo para substâncias proibidas. Depois que sua amostra B também resultou positivo para testosterona, ele foi banido da competição por dois anos e seus resultados entre meados de 2004 e 2005 foram retirados do registo. 
Ele voltou à competição em 2006, mas terminou a temporada com resultados inexpressivos de 10,31 e 20,54. O ano seguinte foi muito mais bem sucedido. Ele ganhou a prova de 100 m em Zaragoza com 9,91 segundos. Ele competiu no Campeonato Mundial de Atletismo de 2007 e ganhou a medalha de prata nos 4 x 100 metros estafetas.
Após um 2008 sem intercorrências, Mullings voltou a se formar em 2009. Ele ficou no segundo lugar no campeonato nacional. atrás do campeão olímpico Usain Bolt. Ele estabeleceu novos recordes pessoais nos dois sprints em julho, correndo 200 m em 20,01 segundos em Rethymno, e os 100 m em 10.01 segundos na Gala de Ouro. Seleccionado para representar a Jamaica nas duas provas no Campeonato Mundial de Atletismo de 2009, ele era apontado como um possível medalhista pelos comentadores. 
Ele parecia muito impressionante em 2011, quebrando a barreira 10s, algo que nunca tinha feito e que só os melhores conseguem, mas com 27 anos de idade, quebrou-a, não uma nem duas, mas sete vezes. 
No entanto, em 11 de Agosto de 2011, foi relatado que os testes de Mullings eram positivos para a droga Furosemida. O teste positivo foi registado nos julgamentos nacionais jamaicanos em junho, onde ele terminou em terceiro lugar na final dos 100 metros masculinos. Em 22 de novembro, o Painel Disciplinar de Anti-Doping da Jamaica baniu-o para sempre do Atletismo. Votaram com unanimidade a decisão.